# Estação Naval de Tutuila
A Estação Naval de Tutuila era uma estação naval dos Estados Unidos no porto de Pago Pago, na ilha de Tutuila, parte da Samoa Americana, construída em 1899 e em operação até 1951. Durante o domínio da Marinha dos Estados Unidos na Samoa Americana, de 1900 a 1951, foi costume o comandante da estação servir também como governador militar do território. Benjamin Franklin Tilley foi o primeiro comandante e o primeiro oficial responsável pela construção da estação naval.